# Bandnate
Bandnate (Potamogeton compressus) är en växtart i familjen nateväxter.
Bandnate växer i gyttja i näringsrikt sötvatten. Vanligen trivs den i sjöar, dammar, åar, diken och vikar. Den blir 50 till 100 centimeter hög, med 9 till 20 centimeter långa och 3 till 6 millimeter breda undervattensblad. Bladen är långa, mörkgröna till brunaktiga med rundad kort spets. Den blommar i juni till augusti. Axen är 1 till 2 1/2 centimeter långa på ett 1/2 - 2 centimeter långt plattat skaft. Frukterna blir 3,4 till 4 millimeter långa.